# Batoți
Batoți – wieś w Rumunii, w okręgu Mehedinți, w gminie Devesel. W 2011 roku liczyła 311 mieszkańców.